# Sint-Vincentiuskerk (Haverskerke)
De Sint-Vincentiuskerk (Frans: Église Saint-Vincent) is de parochiekerk van de gemeente Haverskerke in het Franse Noorderdepartement.

## Geschiedenis
Reeds in 1119 werd melding gemaakt van een kerk in deze plaats. Het huidige bouwwerk betreft een driebeukige gotische hallenkerk uit de 15e eeuw, gezien het jaartal 1486. De romaanse vieringtoren is van midden 12e eeuw en uitgevoerd in Artesische kalksteen. De klokkenverdieping is meer recent en is uitgevoerd in baksteen. De galmgaten van de oudere verdieping die zich daaronder bevindt, werden gedicht. De ramen zijn laatgotisch.

## Interieur
Er zijn biechtstoelen en een preekstoel van de 18e eeuw, en er is een beeld van Sint-Antonius Abt.